# Ruta de Illinois 106
La Ruta de Illinois 106, y abreviada IL 106 (en inglés: Illinois Route 106) es una carretera estatal estadounidense ubicada en el estado de Illinois. La carretera inicia en el sur desde la I 72  , US 36   en East Hannibal hacia el norte en la US 67     en White Hall. La carretera tiene una longitud de 107 km (66.47 mi).

## Mantenimiento
Al igual que las autopistas interestatales, y las rutas federales y el resto de carreteras estatales, la Ruta de Illinois 106 es administrada y mantenida por el Departamento de Transporte de Illinois por sus siglas en inglés IDOT.